# Mohammed Odoom
Mohammed Odoom – ghański piłkarz grający na pozycji obrońcy. W swojej karierze grał w reprezentacji Ghany.

## Kariera reprezentacyjna
W reprezentacji Ghany Odoom zadebiutował w 1984 roku. W tym samym roku został powołany do kadry na Puchar Narodów Afryki 1984. Na tym turnieju nie zagrał w żadnym spotkaniu.